# 以色列—马尔代夫关系
以色列－马尔代夫关系是指以色列与马尔代夫之间的外交关系。两国于1965年至1974年间存在外交关系。从2009年到2014年，两国保持了合作协议，但没有完全恢复外交关系。

## 历史
马尔代夫于1965年与以色列建立外交关系，于1974年中止外交关系。
2009年，在穆罕默德·纳希德总统的领导下，马尔代夫与以色列签署了旅游、卫生、教育和文化合作协议。2010年，以色列政府派遣了一个眼科医生小组到马尔代夫治疗病人并培训当地医务人员。然而，重新建立的关系并没有发展成全面的外交关系。
2014年7月，在总统阿卜杜拉·亚明的领导下，马尔代夫终止了与以色列的合作协议，并宣布抵制以色列产品，因为以色列对加沙发动了军事行动。马尔代夫外交部长还宣布，马尔代夫将在联合国人权理事会等国际论坛上全力支持巴勒斯坦人，并为他们提供人道主义援助。
2020年，在阿联酋和巴林承认以色列后，马尔代夫外交部长否认与以色列进行了会谈。
2024年6月2日，因應以色列—哈馬斯戰爭，馬爾代夫政府決定禁止以色列公民和持有以色列護照的人士入境。以色列外交部建議當地以色列公民離開當地，並呼籲避免前往馬爾地夫。